# Eutanyacra saguenayensis
Eutanyacra saguenayensis là một loài tò vò trong họ Ichneumonidae.